# 오사카부도 제16호선
16번 오사카부도(일본어: 大阪府道16号大阪高槻線→오사카부도 제16호 오사카-다카쓰키선)는 오사카부 오사카시 요도가와구에서 출발하여 같은 부의 다카쓰키시까지 이어주는 부도이자 주요 지방도이다.

## 노선 정보
- 기점 : 오사카부 오사카시 요도가와구 신키타노 기타노 고등학교 앞 교차로 (이 곳에서는 176번 국도(일본어판)와 접촉함)
- 종점 : 오사카부 다카쓰키시 조호쿠정 다카쓰키 시청앞 교차로 (이 지역에서는 171번 국도(일본어판)와 접촉하고 있음)
- 총연장 : 12.301 km

## 연혁
- 1993년 5월 11일 : 건설성에서 기존의 부도인 오사카 다카쓰키 선을 주요 지방도로 지정되어 주요 지방도 오사카 다카쓰키 선으로 공식 선정됨.

## 지리

### 통과하는 지자체
- 오사카시 (요도가와구 - 히가시요도가와구)
- 스이타시
- 셋쓰시
- 다카쓰키시

### 교차하고 있는 도로
오사카시
- 국도 : 국도 제176호선, 국도 제423호선, 국도 제479호선
- 현도 : 오사카부도·교토부도 제14호선, 오사카부도 제134호선

셋쓰시
- 현도 : 오사카부도 제2호 오사카 중앙 환상선, 오사카부도 제15호선, 오사카부도 제147호선

다카쓰키시
- 국도 : 국도 제171호선
- 현도 : 오사카부도 제19호선, 오사카부도 제132호선, 오사카부도 제138호선, 오사카부도 제139호선, 오사카부도 제14호선[1]

### 주요 연선
- 오사카 고속철도 오사카 모노레일선 미나미셋쓰 역
- 히노 자동차 오사카 부품 보관소
- 오사카부립 셋쓰 지원학교/오사카부립 도리카이 고등 지원학교
- 다카쓰키시립 종합 스포츠센터 육상 경기장
- 다카쓰키 시역소